# Arguenos
Arguenos település Franciaországban, Haute-Garonne megyében. Lakosainak száma 89 fő (2022. január 1.). Arguenos Cazaunous, Bezins-Garraux, Juzet-d’Izaut, Moncaup, Sengouagnet és Boutx községekkel határos.

## Népesség
A település népességének változása:
| Lakosok száma | 68   | 45   | 48   | 50   | 58   | 70   | 72   | 81   | 86   | 89   |
|               | 1968 | 1982 | 1990 | 2006 | 2013 | 2015 | 2017 | 2019 | 2020 | 2022 |